# Маяк Шово
Маяк Шово (фр. Phare de Chauveau) расположен на отмели в заливе Пертюи-Д’Антьош, напротив мыса Шово на юго-восточной оконечности острова Ре. Единственный обитаемый морской маяк в департаменте Приморская Шаранта (Франция). Ближайшая коммуна — Ривду-Плаж.
До маяка можно добраться пешком во время сильного отлива. Он расположен в 1200 метрах от мыса Шово. Высота маяка составляет 30,7 метра, из которых 27,3 метра находятся над уровнем моря.

## История
Важность судоходства в районе портов Ла-Рошели и опасность скал Шово и Лаварден побудили французскую комиссию по маякам в 1825 году рекомендовать строительство башен для сигнализации этих рифов. Маяк Шово построен между 1839 и 1842 годами по проекту архитектора Гарнье (фр. Garnier) и инженера Потеля (фр. Potel).
В 1872 году маяк был оснащен красным лучом с угловым расстоянием 30°. В январе 1874 года минеральное масло было заменено рапсовым.
В 1906 году рапсовое масло заменили парами нефти. В 1906 году был установлен фиксированный белый огонь, состоящий из оптики с фокусным расстоянием 0,5 м и направленной линзы с фокусным расстоянием 0,1875 м.
В 1935 году установлен затменный огонь (2+1), каждые две секунды с двумя белыми и красными секторами.
В 1968 году маяк автоматизирован благодаря установке ветряной турбины.

## Особенности сооружения
Башня маяка Шово имеет форму трубы. Раструбное основание с вогнутым профилем обеспечивает прочную опору и большую устойчивость к ударам волн. Башня в виде усечённого конуса имеет в основании дубовый бочкообразный фундамент, облицованный гладкой каменной кладкой, окрашенной в белый цвет. Её силуэт необычайно тонок для морского маяка, тоньше всех обитаемых маяков, что затрудняло пребывание на маяке двух смотрителей, которым приходилось жить в очень узких помещениях. Проект маяка Шово основан на модели инженера Леонса Рейно (фр.), реализованного в маяке Эо (фр.) на острове Бреа в 1837 году.

## Маяк в XXI веке
На маяке сохранилась вся историческая обстановка. Планируются реставрационные и модернизационные работы. Помимо ветрогенератора, рассматривается возможность установки солнечной системы. Освещение будет становиться всё более эффективным и энергоэффективным. В настоящее время маяк Шово закрыт для посещения. Отмель Шово идеально подходит для пешей рыбалки (фр.), но ловля устриц здесь запрещена.
С 15 апреля 2011 года маяк внесён (фр. inscrit) в список исторических памятников.

## Фотографии

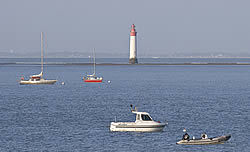
Маяк и песчаная отмель Шово на фоне острова Олерон
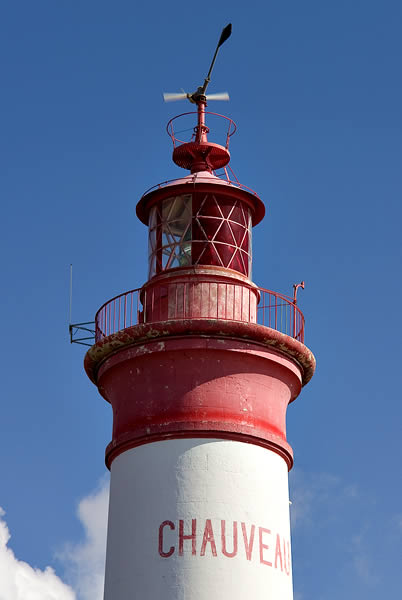
Фонарь
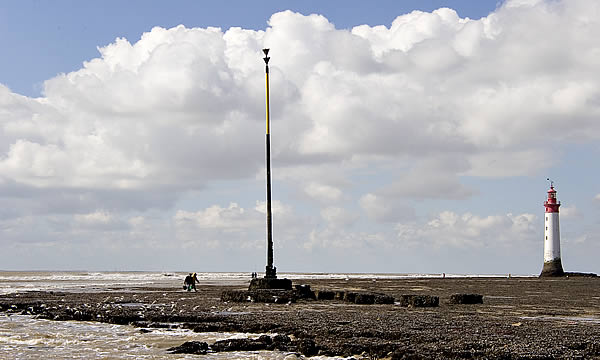
Отмель Шово, кардинальный навигационный знак
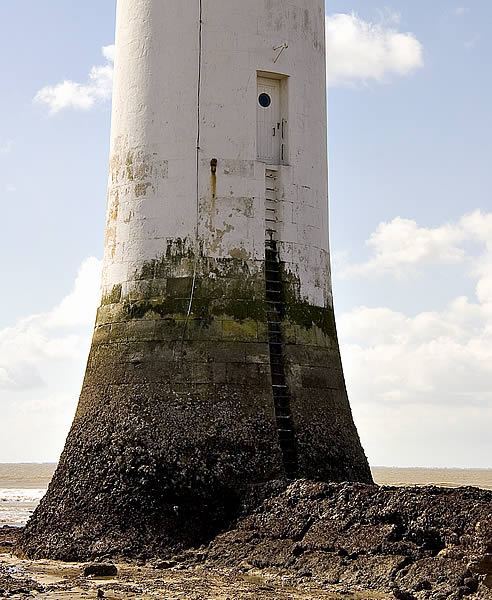
Вход в маяк
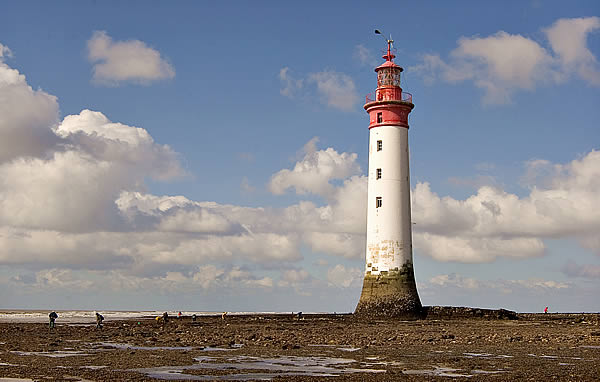
Маяк во время отлива
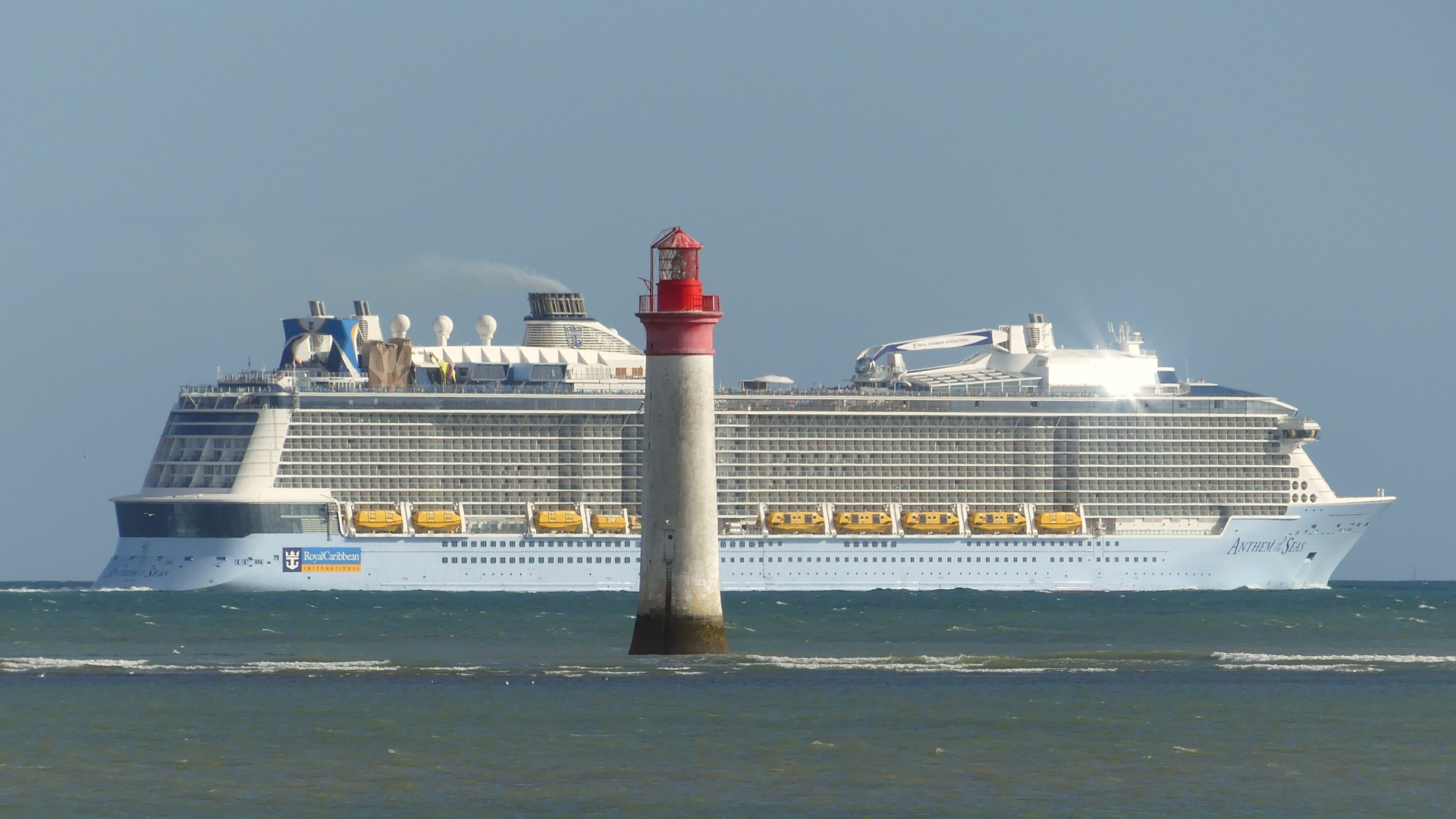
Круизный лайнер «Anthem of the Seas» проплывает мимо маяка Шово